# Beled
Beled ist eine ungarische Stadt im Kreis Kapuvár im Komitat Győr-Moson-Sopron. Zur Stadt gehört der Ortsteil Vica.

## Geografische Lage
Beled liegt auf halber Strecke zwischen Győr und Szombathely an dem Fluss Kis-Rába. Nachbargemeinden sind Vásárosfalu, Edve, Vadosfa, Rábakecöl, Páli, Mihályi, Dénesfa und Csánig.

## Geschichte
Der Ortsname geht auf den Personennamen Belud zurück. Beled wurde 1230 erstmals urkundlich erwähnt.

## Sehenswürdigkeiten
- Evangelische Kirche, erbaut 1805–1806
- Heimatgeschichtliche Ausstellung (Helytörténeti kiállítás)
- Holocaust-Denkmal (Holokauszt emlékmű)
- Pietà-Statue auf dem Friedhof im Ortsteil Vica aus dem Jahr 1849
- Römisch-katholische Kirche Kisboldogasszony
- Römisch-katholische Kirche Szent Anna, erbaut 1738 (Barock), restauriert 1863, im Ortsteil Vica
- Schloss Barthodeiszky (Barthodeiszky-kastély), erbaut Ende des 19. Jahrhunderts nach Plänen des Architekten Ludwig Schöne

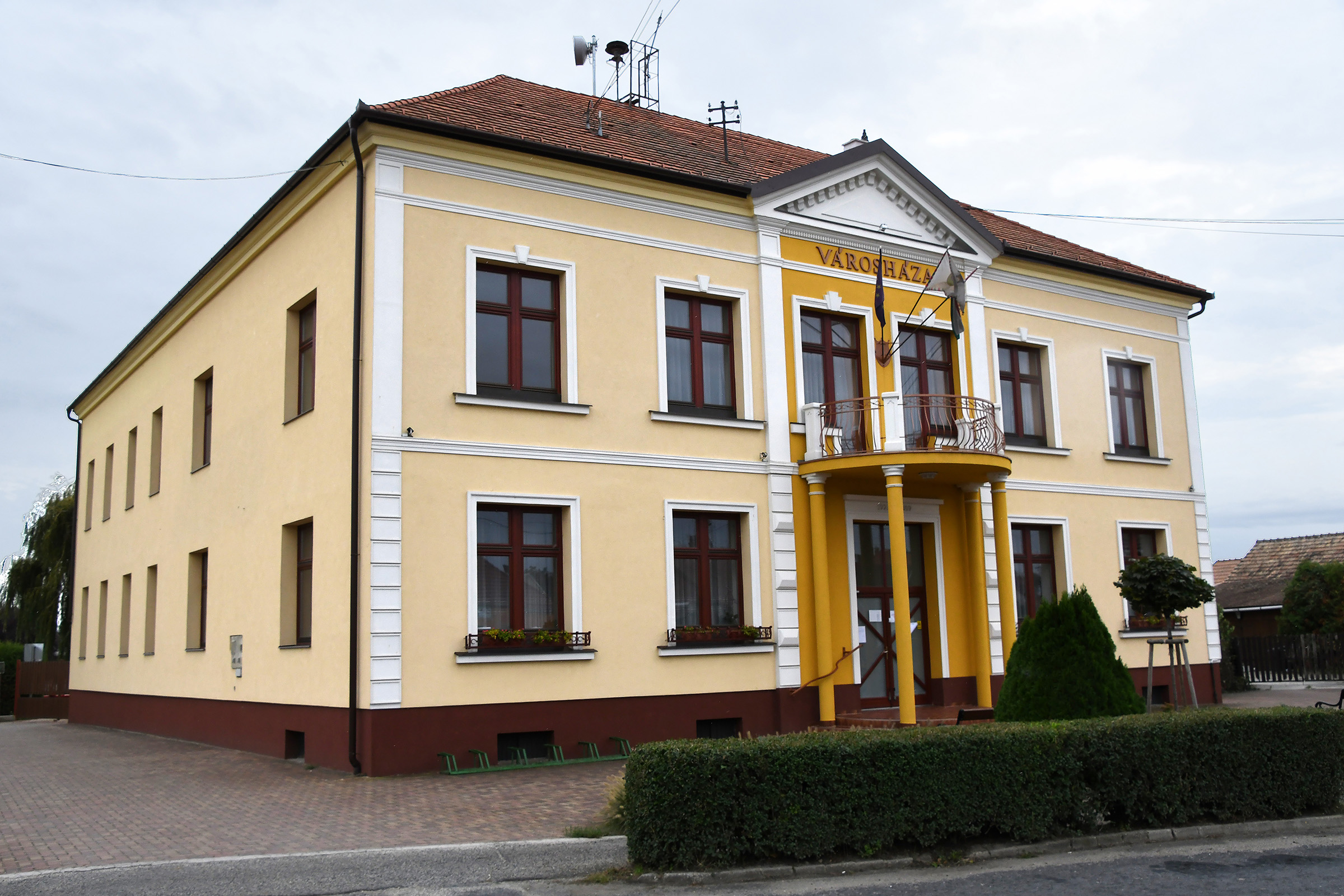
Rathaus
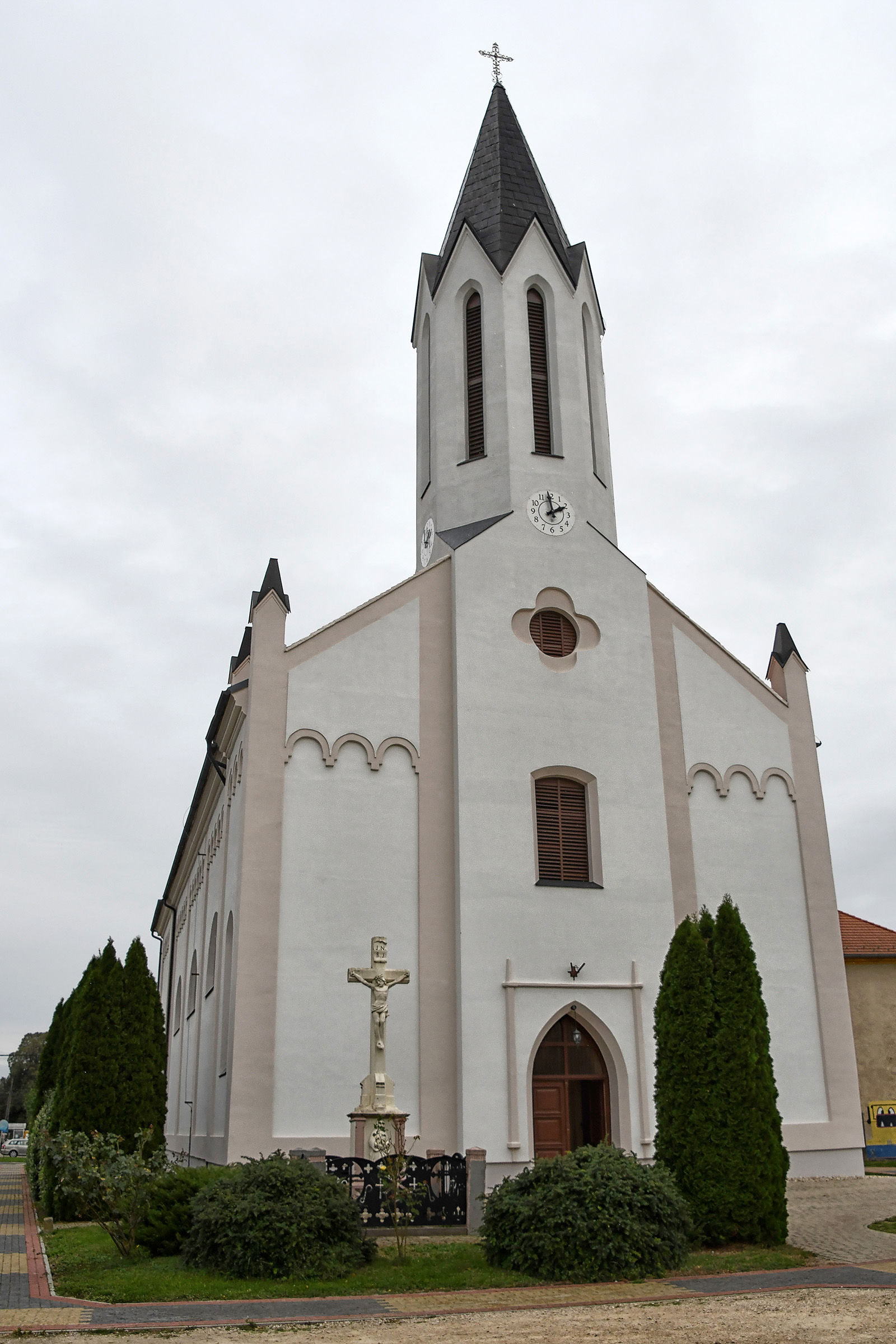
Röm.-kath. Kirche Kisboldogasszony
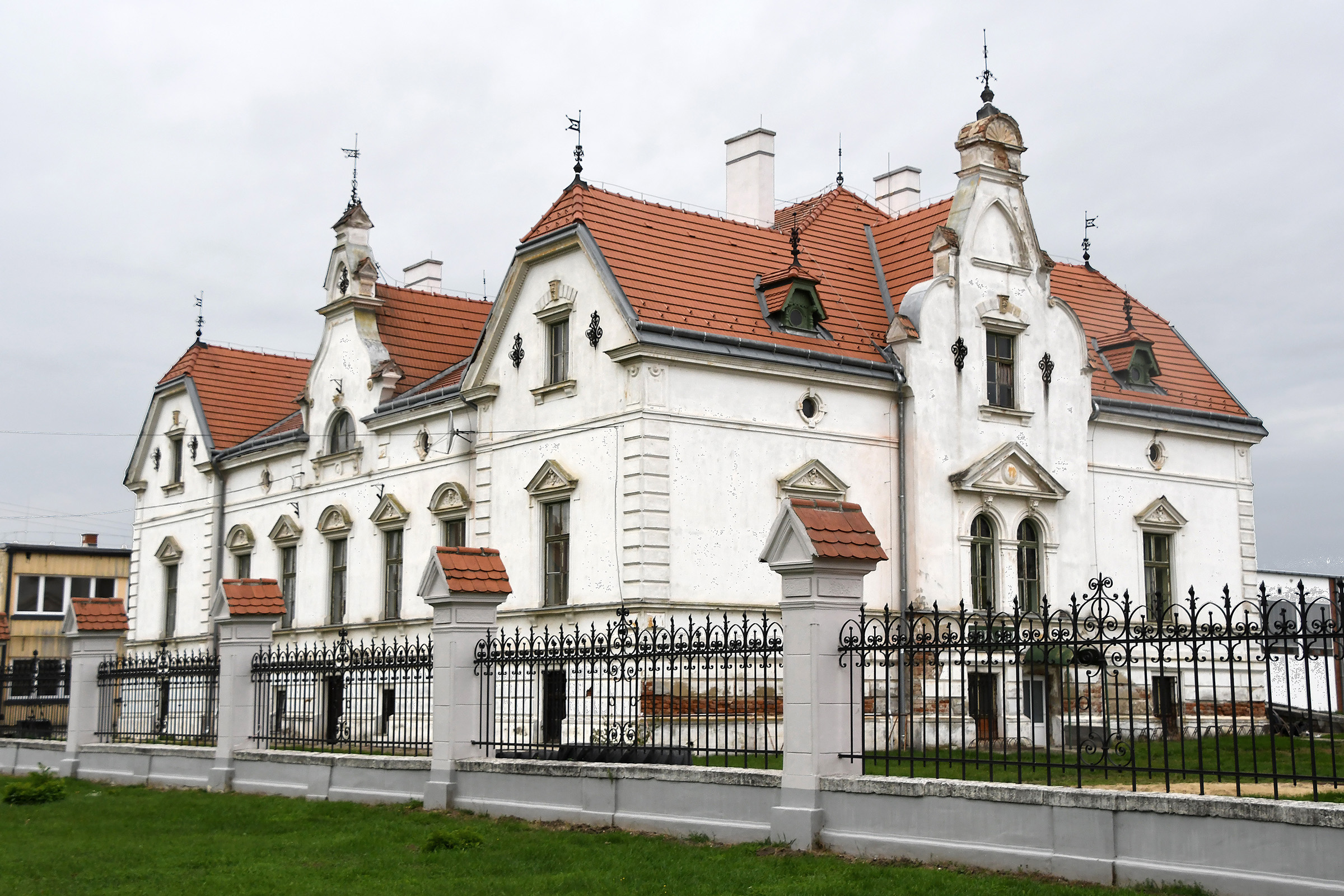
Schloss Barthodeiszky

## Verkehr
In Beled treffen die Landstraßen Nr. 8606, 8609, 8611, 8612 und 8428 aufeinander. Südöstlich des Ortes verlaufen 
die Hauptstraße Nr. 86 und die Autobahn M86.
Beled ist über den Bahnhof im Westen der Stadt und die Haltestelle im Ortsteil Vica an die Bahnstrecke Porpác–Hegyeshalom angebunden. Es bestehen Zugverbindungen nach Csorna und Szombathely sowie Busverbindungen nach Répcelak, Kapuvár und Csorna. 